# Jesús María Prieto Valtueña
Jesús María Prieto Valtueña (Oviedo, 1944) és un metge i científic asturià establert a Navarra.
Llicenciat en medicina, fou catedràtic de medicina a la Universitat de Santiago de Compostel·la i director del departament de Medicina Interna a l'Hospital General de Galícia. En 1979 va obtenir la càtedra de patologia general de la Universitat de Navarra, de la que des del 2014 n'és catedràtic emèrit. En aquesta universitat ha estat director de l'àrea d'Hepatologia del Centre de Recerca Mèdica Aplicada (CIMA). També ha estat director científic del Departament de Medicina Interna de la Clínica Universitat de Navarra.
Ha realitzat més de 400 publicacions internacionals d'alt impacte, dirigit més de 50 tesis doctorals i aconseguit un nombre important de patents, ha promogut assaigs clínics pioners per al tractament de la cirrosi hepàtica i, en el camp de la teràpia gènica, de tumors hepàtics i digestius. Ha estat president de l'Associació Espanyola per a l'Estudi del Fetge i membre del comitè editorial de nombroses revistes internacionals de l'especialitat.
Entre altres distincions, és doctor Honoris Causa per les universitats de Porto (Portugal) i Austral (Argentina), en 2013 se li va concedir el «Recognition Award» de l'Associació Europea per a l'Estudi del Fetge (EASL), en 2014 el Premi Nacional d'Investigació Gregorio Marañón, i en 2015 la Medalla d'Or de la Universitat de Navarra.